# Scraptia longelytrata
Scraptia longelytrata es una especie de coleóptero de la familia Scraptiidae.

## Distribución geográfica
Habita en el Báltico.